# Konomi Kohara
Pour les articles homonymes, voir Kohara.
Konomi Kohara (小原好美, Kohara Konomi), née le 28 juin 1992, est une seiyū japonaise de la Préfecture de Kanagawa, affiliée à Office Osawa. Elle a fait ses débuts en tant que doubleuse en 2016 et a commencé à obtenir des rôles principaux en 2017.

## Doublages

### Séries d'animation
- 2016 : Bakouon !! : membre du club
- 2016 : Handa-kun : Haru Wada, étudiante
- 2016 : Mobile Suit Gundam: Iron-Blooded Orphans : étudiant
- 2017 : Classroom of the Elite : Akane Tachibana[2]
- 2017 : Magical Circle Guru Guru : Kukuri[3], Miucha (ep.20)
- 2017 : Tsuki ga Kirei : Akane Mizuno[4]
- 2018 : Asobi asobase : Kasumi Nomura[5]
- 2018 : Bloom Into You : Koyomi Kanou[6]
- 2018 : Hanebado! : Erena Fujisawa[7]
- 2018 : Baby-sitters scolaires : Kirin Kumatsuka[8]
- 2018 : Quand Takagi me taquine : Mina Hibino[9]
- 2019 : Azur Lane : HMS Sheffield
- 2019 : Demon Slayer: Kimetsu no Yaiba : Hanako Kamado
- 2019 : Love X Dilemma : Miu Ashihara[10]
- 2019 : Hitori Bocchi no Marumaru Seikatsu : Kai Yawara[11]
- 2019 : Kaguya-sama : Love is War : Chika Fujiwara[12]
- 2019 : Oresuki : Luna "Tsukimi" Kusami[13]
- 2019 : Star☆Twinkle PreCure : Lala Hagoromo / Cure Milky[14]
- 2019 : Sword Art Online: Alicization : Fizel
- 2019 : Quand Takagi me taquine 2 : Mina Hibino
- 2019 : La fille démon d'à côté : Yūko Yoshida / Shamiko[15]
- 2020 : A Certain Scientific Railgun T : Dolly[16]
- 2020 : Astéroïde amoureux : Chikage Sakurai[17]
- 2020 : Fly Me to the Moon : Chitose Kaginoji[18]
- 2020 : Kaguya-sama : L'amour est la guerre ? : Chika Fujiwara[19]
- 2020 : Mewkledreamy : Nana-chan
- 2020 : Notre dernière croisade ou l'avènement d'un nouveau monde en tant que Kissing Zoa Nebulis IX[20]
- 2020 : Académie Seton : rejoignez la meute ! : Miyubi Shisho[21]
- 2020 : Sorcière errante: Le voyage d'Elaina : amnésie[22]
- 2021 : Dragon Quest : La Quete de Dai : Merle[23]
- 2021 : Mushoku Tensei : Roxy Migurdia[24]
- 2021 : Tesla Note : Botan Negoro[25]
- 2021 : To Your Eternity : Oopa[26]
- 2021 : Vivy -Fluorite Eye's Song- : Yuzuka Kirishima
- 2021 : Waccha PriMagi! : Patano[27]
- 2022 : A Couple of Cuckoos : Sachi Umino[28]
- 2022 : Uniforme de marin d'Akebi  : Minoru Ohkuma[29]
- 2022 : Classroom of the Elite 2nd Season : Akane Tachibana
- 2022 : How a Realist Hero Rebuilt the Kingdom : Genia Maxwell[30]
- 2022 : In the Heart of Kunoichi Tsubaki : Rindō[31]
- 2022 : Kaguya-sama: Love Is War - Ultra Romantic - : Chika Fujiwara[32]
- 2022 : Miss Shachiku et le petit bébé fantôme : Myako[33]
- 2022 : Princess Connect! Re:Dive Saison 2 : Yuni[34]
- 2022 : Teasing Master Takagi-san 3 : Mina Hibino
- 2022 : The Demon Girl Next Door Saison 2 en tant que Yūko Yoshida / Shamiko[35]
- 2023 : Classroom of the Elite 3rd Season : Akane Tachibana
- 2023 : Mon amie des ténèbres : Akane Nishimura

### Films d'animation
- 2017 : The Irregular at Magic High School The Movie: The Girl Who Calls the Stars : Kokoa Watatsumi[36]
- 2018 : Pokémon, le film : Le pouvoir est en nous : Kellie
- 2021 : Pompo The Cinephile : Joelle Davidovich "Pompo" Pomponett[37]

### Jeux vidéo
- 2018 : Summer Pockets : Shiroha Naruse[38]
- 2019 : Mahjong Soul : Keikumusume, Hana Ninomiya
- 2020 : Genshin Impact : Mona[39],[40]
- 2020 : Fire Emblem Heroes : Reginn
- 2021 : Blue Archive : Arona[41]